# Euphydryas cynthia
Euphydryas cynthia е вид пеперуда от семейство Многоцветници (Nymphalidae). Видът не е застрашен от изчезване.

## Разпространение и местообитание
Разпространен е в Австрия, България, Германия, Италия, Лихтенщайн, Франция и Швейцария.
Регионално е изчезнал в Украйна.
Обитава планини, възвишения, ливади и храсталаци.

## Описание
Популацията на вида е намаляваща.